# Международное еврейство (теория заговора)
«Международное еврейство» (англ. International Jew, international Jewry) — антисемитская теория заговора, согласно которой существует «тайное» «всемирное» или «международное еврейское предприятие» («всемирный» или «международный еврейский заговор»), нацеленное на установление контроля над странами мира; демократические режимы и сионизм рассматриваются как «ширмы» этого еврейского предприятия, а Израиль как «центр» заговора. В рамках теории считается, что тайное еврейское предприятие действует через контроль над мировой капиталистической экономикой и политикой и направлено против всех наций, христианства или ислама. «Разоблачая» «еврейский заговор» против человечества, теория призывает к уничтожению «врагов рода человеческого» — евреев. Наиболее распространённая и стойкая теория заговора XX века, одна из самых распространённых и долго действующих теорий заговора.
Активную роль в развитии теории сыграли различные толкования антисемитского фальшивого документа «Протоколы сионских мудрецов». В наибольшей мере распространению идей «Протоколов» по всему миру способствовала книга «Международное еврейство» (The International Jew), изданная американским промышленником Генри Фордом в 1920—1922 годах. Идеология нацизма включает представление, что «мировое еврейство» является главным врагом германской нации. Теория заговора послужила для легитимизации Холокоста. К борьбе против «международного еврейства» призывают также неонацисты.

## Содержание
В рамках теории заговора осуждается «капитализм» или «международная финансовая верхушка» как мировые организующие системы под еврейским влиянием; параллельно осуждаются демократические режимы как «маска» «мировой плутократии», возглавляемой евреями; клеймится современность как «царство еврейского духа» на «руинах» христианской цивилизации; «разоблачается» сионизм («еврейский национализм») как фасад, скрывающий «тайное еврейское предприятие», направленное на овладение миром; демонизируется Израиль в качестве «центра всемирного еврейского заговора». В ряде случаев в результате идеологической метаморфозы идея «международного еврейского заговора» трансформируется в идею «мирового сионистского заговора». Сионизм может рассматриваться как одна из многочисленных масок, под которыми «международное еврейство» продвигается к власти; за «ширмой» сионизма строится «сионистский заговор».

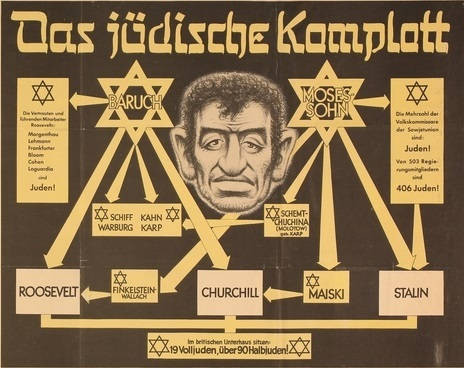
«Еврейский заговор». Нацистский плакат, отдел пропаганды НСДАП в Мюнхене, 1941. Антисемитизм в сочетании с антиамериканизмом, англофобией и теорией жидобольшевистского заговора

Твердое ядро мифа о «еврейском», или «иудео-масонском», заговоре полностью или частично, само по себе (цитирование «Протоколов») или в отдельных своих элементах, в чистом виде или в соединении с другими идеями (например, с «антиимпериализмом») присутствует в двух типах нарративов — коммунистическом и антикоммунистическом. Главным в современном антиеврейском дискурсе является идея «разоблачения» двуликого «еврейского интернационала» — как финансового, так и революционного. Антисемитизм имеет два «полюса» — «антииудео-капиталистический» и «антииудео-коммунистический». Оба они могут в ряде случаев синтезироваться. На эту оппозицию накладывается другое противопоставление: националистическое (политическое) видение против расового (биологического). Эссенциалистская концепция еврейства интегрального национализма (Шарль Моррас) отличается от концепции приверженцев расизма (Юрбен Гойе во Франции, Джованни Прециози в Италии, Альфред Розенберг в Германии и др.). Разоблачение «международного еврейского заговора» националистами не закрывает окончательно для всех евреев возможность войти в состав иной нации, но предполагает дискриминацию среди евреев. Рождение евреем понимается как существенный факт, но берутся в расчёт также воля, усилия, заслуги, пройденные испытания.
«Разоблачение» «международной еврейской плутократии» воспринимается как действительное объяснение. Этот параллельный объяснительный дискурс имеет привлекательность для общественности в связи с его противостоянием «официальному» знанию, «конформистской» истории. Он понимается приверженцами как «альтернативное знание», не признанное «официальными силами» по причине его «истинности» и «разоблачительной силы», не выгодной «хозяевам мира». Традиция, зафиксированная «Протоколами» представляет собой «параллельную историческую науку», являющуюся частью контркультуры глобального осуждения современного мира.
Данная теория заговора, как и другие политические мифы, не поддаётся процедурам науки, ассимилируя возражения при помощи их реинтерпретации и различных метаморфоз. Секретные агенты «всемирного еврейского заговора» подобно дьяволу понимаются как воплощение принципа зла в истории; «международному еврейству» приписывается полиморфность: еврей, подобно Сатане, присутствует повсюду и скрывается под разными масками, в чём заключается сила  мифа заговора. Предполагаемый заговорщик наделяется «вездесущей» природой. Распространителями «Протоколов» «иудейская секта» описывается как одновременно единая и рассеянная, в соответствии с её целью, которой считается «еврейское сверхправительство».
Предполагается заговор против всех наций, даже против человеческого рода в целом. Конспирологический взгляд на мир, который передают «Протоколы», структурируется при помощи манихейской дуалистической позиции: миф изображает в действии силы зла, воплощённые в «международном еврействе» и направленные против сил добра. Миф указывает мишень и цель для борьбы, которую он способен инициировать: «разоблачая» «еврейский заговор» против человечества, «Протоколы» указывают всем народам на их долг очистить землю от «врагов рода человеческого», «злейших врагов всех народов», стремящихся разорить и покорить всё человечество. Дегуманизируя евреев, миф утверждает, что перед лицом абсолютного и «дьявольского» врага нельзя рассуждать, с ним невозможно договориться, а значит с ним необходимо вступить в смертный бой. Более ранний антисемитизм, опирающийся на антиеврейские «предрассудки», негативные стереотипы или недоброжелательные слухи уступил место масштабному видению мира, концепции истории, которая может быть или целиком принята или целиком отвергнута.

## История
Миф о «масонском» или «еврейском мировом заговоре» начиная с эпохи Французской революции поддерживался встревоженными монархистами, аристократами, священнослужителями и многими другими социальными группами, столкнувшимися с быстрыми социальными изменениями.
По словам немецкого политолога Армина Пфаль-Траубера, «наиболее важным документом для распространения мифа о всемирном еврейском заговоре» являются «Протоколы сионских мудрецов». В «Протоколах» подробно описан заговор евреев с целью свержения всех существующих престолов и религий, манипулирования и порабощения всего нееврейского мира посредством международной банковской системы, войн, искусственных экономических спадов, анархии и революций. Демократия, либерализм и социализм должны служить евреям средством подрыва традиционной власти. Их конечный план, согласно «Протоколам», состоит в том, чтобы разрушить все государства и создать мировую империю, управляемую монархом из дома Давида, который станет антихристом. Центральное послание «Протоколов» составляет «разоблачение» «международного заговора», направленного против всех наций, начиная с приверженных христианской цивилизации, которую особенно ненавидят предполагаемые редакторы «Протоколов» или лица, чьи суждения эти редакторы «докладывают». Агентами-заговорщиками образуется «интернациональная секта», но их цель не ограничивается овладением Францией, Россией или какой-то другой страной в отдельности, они стремятся к овладению всем миром. Это обвинение предполагает взгляд на евреев как на силу, которую объединяет, несмотря на их международное рассеяние, «дух тесной солидарности». Так, эссеистом-католиком Полем Барбье, являвшимся сторонником юдофобии и расизма, к главным «характеристикам еврейской расы» относится «упрямый партикуляризм», а значит неспособность к ассимиляции, интернациональная «солидарность», «космополитизм», и следовательно, кочевничество, «безмерная алчность» и склонность к воздействию на общественное мнение в роли разлагающего начала, откуда — конспиративная деятельность.

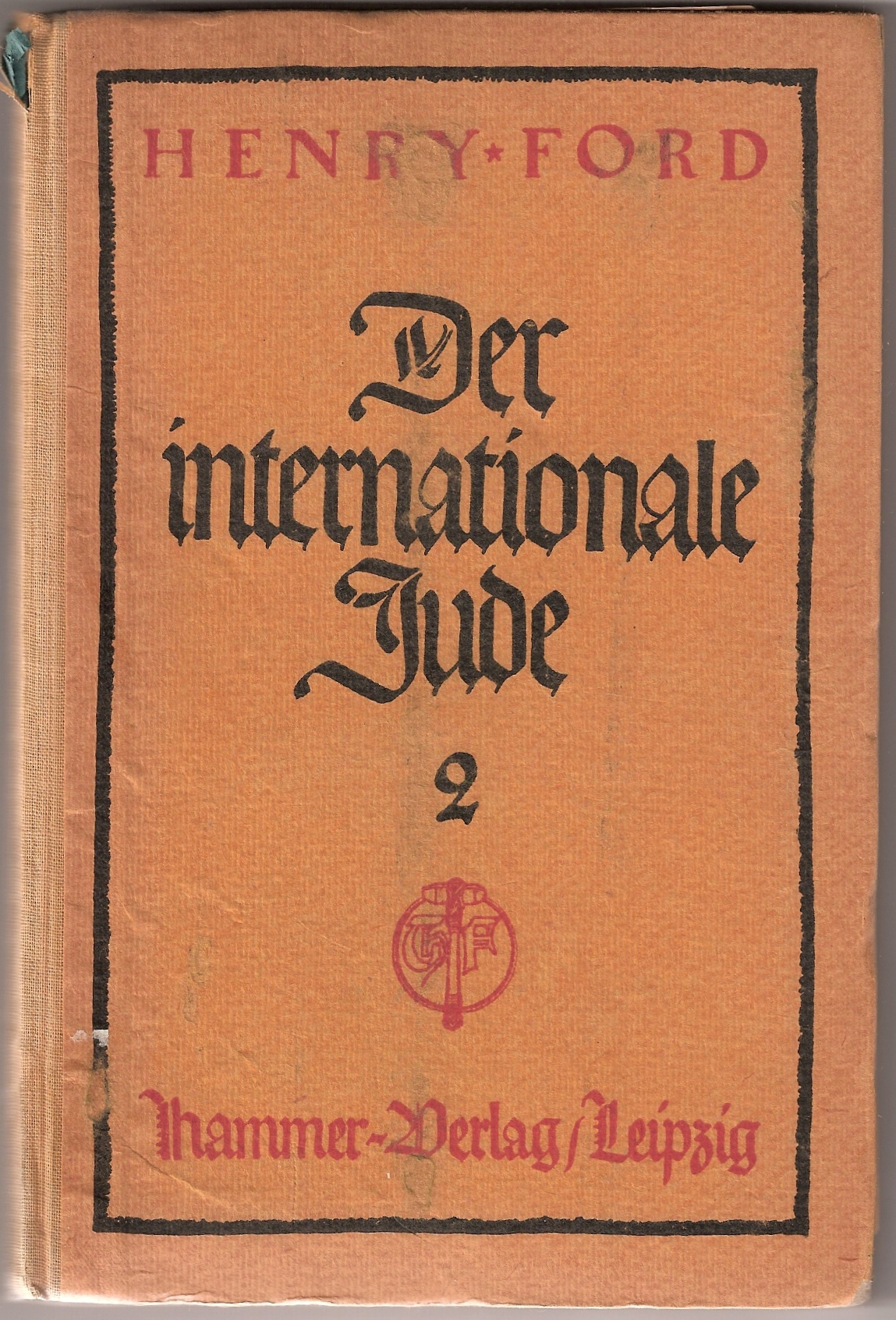
Немецкое издание книги «Международное еврейство», 1922

Ключевую роль в распространении «Протоколов» сыграла известная книга «Международное еврейство» (The International Jew), изданная американским промышленником Генри Фордом в 1920—1922 годах. Сборник был выпущен в Дирбоне (Мичиган) в ноябре 1920 года. В период с апреля 1921 года по май 1922 года вышло ещё три сборника серии. «Международное еврейство», заявлял в 1920 году Форд, «это еврей, осуществляющий международный контроль». По причине этих публикаций Генри Форд получил известность в нацистских кругах и стал предметом публичного восхищения со стороны Адольфа Гитлера. Существенный вклад в антисемитские публикации Форда внёс Уильям Кэмерон, начавший свою карьеру в качестве писателя для еженедельной газеты Генри Форда Dearborn Independent, а в 1921 году ставший её редактором. Он публиковал еженедельную серию антисемитских статей, позднее собранных в четырёхтомный труд под названием «Международный еврей». Представления Кэмерона сочетали идею «мирового еврейского заговора» с британским израилизмом.
Потрясения, которые вызвали Первая мировая война, Октябрьская революция 1917 года в России, Ноябрьская революция 1918 года в Германии, Версальский мирный договор 1919 года, послевоенная разруха и др., привели к росту националистических и авторитарных настроений среди немцев и сформировали конкретный образ «врага нации» — стремящееся к всемирному господству «мировое еврейство», достигающее своих целей с помощью «капиталистической плутократии» и/или демократических и марксистских партий. Немецкие антисемиты представили Версальский договор как символ торжества международного еврейства.
Центральным в учении нацизма был радикальный, охватывающий все сферы человеческой деятельности расовый антисемитизм, из которого, согласно нацистской идеологии, следует необходимость борьбы с марксизмом, большевизмом, либерализмом и демократией, рассматриваемыми как проявления и инструменты реализации интересов «мирового еврейства». Демонизируя евреев, нацисты изображали их как могущественную силу, почти равную «арийцам». В своём исследовании нацистского мировоззрения Э. Джекел (1969) показал, что главное обвинение нацистов против евреев исходит из приписанного последним «интернационализма», понимаемого в качестве сущности признака. В «Майн кампф» Гитлера понятия «еврей» и «международный» «породнились, стали близнецами, и один из этих терминов редко появляется без другого». Книга Гитлера включает большое число сравнений и метафор: «евреи интернациональны, как капитал»; «Иудея — это мировой мор»; «дьявольская опасность, которую представляет собой международное иудейство»; «международное иудейство, мировой отравитель всех народов».
В 1940—1944 годах вышло большое число изданий и переизданий «Протоколов» на немецком и французском языках. В оккупированных странах Европы выросло количество изданных брошюр, которые «разоблачали» «международное еврейство», «жидомасонство», «жидобольшевизм» и т. д. В 1941 году Йозеф Геббельс обратился к эссенциалистскому и конспирационистскому подходу с целью легитимизации систематического истребления евреев: «Каждый еврей является нашим врагом… В силу своего рождения и своей расы все евреи участвуют в международном заговоре против национал-социалистской Германии». Статья Die Juden sind schuld! была опубликована в номере газеты Das Reich от 16 ноября 1941 года, прочитана по радио и стала одним из самых важных вкладов Геббельса в Холокост.
Как писал Николас Старгардт, «даже после смерти Гитлера дневники немцев по-прежнему сетовали на экзистенциальную угрозу, исходящую от международного еврейства».
С сентября 1948 года по март 1953 года в СССР проводилась кампания против «космополитизма», «безродных космополитов», «сионистов» или «агентов международного еврейства». Миф о «еврейском заговоре» и «международном еврействе» был заимствован из правой среды и введён в коммунистический/советский дискурс. В условиях начала Холодной войны «еврей-сионист» изображался как агент англо-американского империализма, стремящегося к войне за господство в мире; была сформирована новая теория, пока только участия (не лидерства) евреев в борьбе за мировое господство, что отразилось в деле Еврейского антифашистского комитета (ЕАК) 1948—1952 годов, но преимущественно начиная с процесса Рудольфа Сланского 1952 года (в Чехословакии) и с «Дела врачей» 1948—1953 годов. На следующем этапе, в эпоху «застоя», сионизм был отождествлён с еврейством, объявлен «новым фашизмом» и расизмом, а затем стал рассматриваться как главная сила «империалистического заговора», а еврейство как онтологический враг всех других народов мира. Эта теория заговора распространилась и на ряд несоветских левых идеологий.
В рамках реакции на поражение Третьего рейха американские неонацисты продвигают радикальный антисемитизм, обещая завершение Холокоста через новую войну против американского и «международного еврейства». Американские фашистские интеллектуалы Фрэнсис Йоки и Фредерик Вайс выступали за более позитивное отношение к СССР и против Соединённых Штатов и «мирового еврейства». Другой американский неонацист Джеймс Мадоле согласился с мнением Вайса и Йоки, что Советский Союз к 1939 году ликвидировал первоначальное «еврейско-большевистское» руководство революцией в пользу сталинизма, который представлялся им ярко выраженной националистической формой социализма. «Партия национального возрождения» (NRP) Мадоле рассматривала сталинизм как националистическую форму тоталитарного правления и в качестве ценного союзника в борьбе против «международной еврейской угрозы и плутократии». По мнению членов партии, «еврейские заговорщики» имели штаб-квартиру в Соединённых Штатах. Книга «Арийский воин» Ричарда Батлера, главы американской неонацистской организации «Арийские нации», в частности, утверждает, что финансовая система «международного еврейского капитализма» будет уничтожена, и не будет процентных долгов.
«Неонацистский интернационал» под названием «Всемирный союз национал-социалистов» (WUNS), созданный в соответствии с условиями Котсуолдского соглашения в 1962 году, в числе основных своих целей провозглашал намерение сформировать монолитный боеспособный международный политический аппарат для борьбы и полного уничтожения «международного еврейско-коммунистического» и «сионистского аппарата» «измены» и «подрывной деятельности».
Мигель Серрано, отставной чилийский дипломат и писатель, соединил экзотическую восточную религию со своей гностико-манихейской доктриной «эзотерического гитлеризма». Серрано утверждал, что полубожественные «арийцы» имеют внеземное происхождение и ожидал гностическую войну против евреев. Его идеи существенно повлияли на неонацизм нового поколения. Серрано дословно цитирует «Протоколы»: евреи рассчитывают править миром; они приведут нееврейские народы к подчинению посредством спекуляции, разорительных ссуд, искусственного стимулирования экономических кризисов; если какая-либо нация попытается вырваться из их хватки, евреи уничтожат такую оппозицию, разжигая войну.
В 1980-е годы сторонники ультранационализма и антисемитизма из общества «Память» использовали ряд методов маскировки и запутывания, которые были ритуализированы символическим антисемитизмом сталинского и брежневского периода, «разоблачением сионизма». Манифест «Памяти», распространявшийся в 1987—1988 году под названием «Очищение», начинается словами: «Международный сионистский капитал пытается всеми способами превратить русский народ в рабов, подчинённых еврейским жуликам и спекулянтам».
По мнению израильского историка Савелия Дудакова, литературная история «Протоколов сионских мудрецов» замыкается «Русофобией» (1982) Игоря Шафаревича, которая подводит к выводу, что «за столетнее развитие в России антисемитской беллетристики ничего оригинального и новаторского в идеи и темы политико-мессианской концепции „святой Руси“ современные ревнители и патриоты внести не могут».
Национал-коммунисты, одна из основных групп российского постсоветского антисемитизма следуют старой советской линии антисемитизма, выраженной в антисионистских кампаниях. Некоторые важные члены двух российских коммунистических партий опираются на эссе Карла Маркса «О еврейском вопросе» (1844), изображая евреев главной причиной экономических бедствий России. Процесс экономических реформ они рассматривают как разграбление России международным еврейством во главе с видными еврейскими финансистами. Некоторые идеологи этого течения конструируют еврейскую генеалогию капитализма в традициях Вернера Зомбарта.
Монархический публицист Михаил Назаров, обращаясь к самостоятельному толкованию Священного Писания, понимал упоминавшийся пророком Даниилом «рог» как государство Израиль, где, по его словам, и должен воцариться антихрист. Поскольку считается, что он будет из «колена Данова», Назаров заявлял, что для этого есть достаточно указаний в священных текстах. Назаров писал, что мировое еврейство с помощью денег и СМИ захватит власть над всем миром. За всем этим, согласно Назарову, стоят коварные действия сатаны. Вопреки богословам, полагавшим, что антихрист создаст синтетическую мировую религию, религией сатаны он именовал «антихристианский иудаизм» как «сатанинскую антицерковь». Ядро политической власти антихриста, по его мнению, составит «антигосударство», которое объединит Израиль и США.
В 1986 году в Токио были изданы две книги за авторством Уно Масами, основанные на конспирационистском толковании «Протоколов» — «Знать евреев значит понимать мир» и «Знать евреев значит понимать Японию». Уно «разоблачает» «международный еврейский капитал», который образует «оккультное еврейское государство», управляющее всем миром. Книги стали бестселлерами, за шесть месяцев удалось продать около миллиона экземпляров этих двух изданий.
Британский и израильский историк Роберт Вистрих отмечал, что антисемитские версии «еврейского заговора» стали стержнем мировоззрения исламских фундаменталистов и арабских националистов. Из нацизма заимствуются сюжеты и персонажи, включая «международное еврейство», «плутократический Запад», «франкмасонство», «коммунизм». В совокупности с Израилем они изображаются силами мирового зла, нацеленными на разрушение ислама и культурной идентичности всех мусульман. Отсюда исходят призывы к «радикальным решениям», которые по словам Вистриха, вызывают «болезненные ассоциации с решениями 30-х — 40-х годов». Создаваемая в «процессе исламизации» антисемитско-антизападная доктрина успешно применяется при мотивации шахидов и различных видов исламистского террора.
Идеи «международного еврейства» (Владимир Истархов), «международного сионизма» (Валерий Емельянов, Юрий Петухов, Александр Асов) и «международного жидохристианства» (Алексей Добровольский) присутствуют в идеологии славянского неоязычества.